# Marlon Wayans
Marlon Lamont Wayans (23 de julio de 1972) es un actor, comediante, escritor y productor estadounidense, conocido por su trabajo en conjunto con su hermano Shawn, por intervenir en la película de culto Requiem for a Dream y en The Ladykillers, de los Hermanos Coen. Pertenece a la Familia Wayans.

## Inicios
Su madre era una ama de casa y trabajadora social y su padre el gerente de un pequeño establecimiento de alimentación; ambos testigos de Jehová y padres de diez hijos.
Tras graduarse por el célebre High School of Performing Arts (Instituto de Artes Escénicas) de Nueva York, Marlon Wayans estudió en la Escuela de Cine de Howard University su hermano Edy Dimas lo metió en su primera película junto con su otro hermano Shawn "los colegas del barrio".

## Trayectoria artística
En 1990 creó y protagonizó la comedia de situación "The Wayans Bros.", que lideró la programación de la cadena de televisión WB durante seis años.
En 1993, Tim Burton le ofreció interpretar a Robin en Batman Forever. Él aceptó la oferta e hizo unas pruebas de vestuario. Al final lo terminó interpretando Chris O'Donnell en la versión de Joel Schumacher.
En la primavera de 2005, los tres hermanos Wayans lanzaron su propio juego de cartas "The Dozens" a través de su empresa SMK Merchandising. Los Wayans también tienen un acuerdo literario con St. Martin's Press para publicar su serie de libros 101 Ways. Además del juego y los libros, los hermanos Wayans actualmente están contemplando la posibilidad de embarcarse en negocios relacionados con los deportes y el desarrollo inmobiliario. 
En 2011, los hermanos Wayans crearon su propia empresa de cómics, "5-D Comics". Marlon creó y escribió conjuntamente con sus hermanos el cómic Super Bad James Dynomite.

## Filmografía
| Año       | Título                                                                   | Rol                                                              |
| --------- | ------------------------------------------------------------------------ | ---------------------------------------------------------------- |
| 1988      | I'm Gonna Git You Sucka                                                  | Peatón                                                           |
| 1991      | The Best of Robert Townsend & His Partners in Crime (TV)                 | Varios personajes                                                |
| 1992      | Mo' Money                                                                | Seymour Stewart                                                  |
| 1993      | In Living Color (serie de televisión)                                    | Varios personajes                                                |
| 1994      | Above the Rim                                                            | Bugaloo                                                          |
| 1995      | The Wayans Bros. (serie de televisión)                                   | Marlon Williams                                                  |
| 1996      | Don't Be a Menace to South Central While Drinking Your Juice in the Hood | Loc Dog                                                          |
| 1996      | Waynehead (serie de TV)                                                  | Blue (voz)                                                       |
| 1996      | The Parent 'Hood (serie de televisión)                                   | Él mismo                                                         |
| 1997      | The Sixth Man                                                            | Kenny Tyler                                                      |
| 1998      | Senseless                                                                | Darryl Witherspoon                                               |
| 1998      | Comics Come Home 4 (TV)                                                  | Él mismo                                                         |
| 1999      | Happily Ever After: Fairy Tales for Every Child (serie de televisión)    | Itch (voz)                                                       |
| 2000      | Requiem for a Dream                                                      | Tyrone C. Love                                                   |
| 2000      | Scary Movie                                                              | Shorty Meeks                                                     |
| 2000      | The Tangerine Bear                                                       | Louie Blue (voz)                                                 |
| 2000      | Dungeons & Dragons                                                       | Snails                                                           |
| 2001      | Scary Movie 2                                                            | Shorty Meeks                                                     |
| 2004      | Behind the Smile                                                         | Danny Styles                                                     |
| 2004      | The Ladykillers                                                          | Gawain MacSam                                                    |
| 2004      | White Chicks                                                             | Marcus Copeland/Tiffany wilson                                   |
| 2006      | Little Man                                                               | Calvin                                                           |
| 2006      | Thugaboo: Sneaker Madness (TV)                                           |                                                                  |
| 2006      | Six Degrees (serie de televisión)                                        | Indigente                                                        |
| 2006      | Thugaboo: A Miracle on D-Roc's Street (TV)                               | Dirty, Money                                                     |
| 2007      | Norbit                                                                   | Buster                                                           |
| 2009      | Dance movie: despatarre en la pista                                      | Shorty Meeks                                                     |
| 2009      | G.I. Joe: Rise of Cobra                                                  | Ripcord                                                          |
| 2010      | Marmaduke                                                                | Lightning                                                        |
| 2011      | Richard Pryor: Is It Something I Said?                                   | Richard Pryor                                                    |
| 2013      | A Haunted House                                                          | Malcolm Johnson                                                  |
| 2013      | The Heat                                                                 | Levy                                                             |
| 2014      | A Haunted House 2                                                        | Malcolm Johnson                                                  |
| 2016      | Fifty Shades of Black                                                    | Christian Black                                                  |
| 2017      | Naked                                                                    | Rob                                                              |
| 2017-2018 | Marlon                                                                   | Marlon Wayne                                                     |
| 2019      | Sextuplets                                                               | Alan, Dawn, Russell, Ethan, Baby Pete, Jaspar y Lynette Spellman |
| 2020      | On the Rocks                                                             | Dean                                                             |
| 2022      | The Curse of Bridge Hollow                                               | Howard Gordon                                                    |
| 2023      | Air                                                                      | George Raveling                                                  |